# 馬里亞諾·何塞·德·拉臘
馬里亞諾·何塞·德·拉臘因（Mariano José de Larra）（1809年3月24日—1837年2月13日）是西班牙浪漫主義作家，最出名的是雜文。他最後自殺身亡。

## 風格
馬里亞諾·何塞·德·拉臘因的作品往往是19世紀西班牙社會諷刺和批判，並側重於政治和習俗。
馬里亞諾·何塞·德·拉臘因是一個19世紀的偉大散文作家。